# 李鴻章
李鴻章（1823年2月15日—1901年11月7日），訓名章銅，字少荃、子黻、漸甫，號儀叟、省心，人稱李中堂、李傅相。安徽廬州合肥人（今属合肥市），晚清重臣，近代中国重要的政治家、軍事家、外交家、實業家、改革家、淮軍創始人兼最高領袖。為曾國藩门生。道光丁未进士，累官至太子太傅、文华殿大学士、北洋通商大臣、直隶总督，爵位一等肃毅伯，追贈太傅，追晉侯爵。謚文忠。
李鴻章历经討伐太平軍、平定捻軍、洋务运动、清法战争、甲午战争及义和团运动，是清朝地方武装淮军的创建者和领导者，並且為清朝建立了一支西式海軍北洋水師。
李鴻章被近代史學家唐德剛認為其「內悅昏君，外御列強」，有着靈巧的外交手腕，與曾國藩、左宗棠和張之洞并稱晚清「中興四大名臣」。李鴻章曾獲英国维多利亚女授予皇家维多利亚勋章。美國總統格兰特稱李為當時世界上四大偉人之首，與當時英國首相本杰明·迪斯雷利，法國總理甘必大，德國宰相俾斯麥齊名。他的著作收於《李文忠公全集》。

## 生平

### 家世
李鸿章的先祖本姓許，从江西湖口迁至安徽省庐州府合肥县（今合肥市）。李鸿章的八世祖许迎溪将次子慎所过继给姻亲李心庄。李家到李鸿章高祖时，终于勤俭致富，有田二顷。父亲李文安（1801年－1855年）经多年苦读，终于在道光十八年（1838年）三甲进士，榜名李文玕，使李氏家族成为当地名门望族，同年考取的有曾国藩。李鸿章于道光二十七年（1847年），中第二甲第三十六名，在同年考取的還有，第一甲第一名的張之萬、第二甲第八名的沈桂芬、第三十九名的沈葆楨、第六十名的郭嵩燾，以及第三甲第六名的馬新貽、第一百十四名的朱次琦等中國近代史上的著名人物。

### 出生
清宣宗道光三年正月初五日（1823年2月15日），李鸿章出生于合肥县磨店乡（今合肥市瑶海区东北部，磨店当地现在已重新修缮了李鸿章家庙。同时磨店当地亦有以少荃为名的少荃湖）。李鸿章在兄弟中排行第二，大哥李瀚章（1821年－1899年），后来也官至总督；三弟李鹤章、四弟李蕴章、五弟李凤章、六弟李昭庆（1835年－1873年），后来也都非富即贵。
道光二十三年（1843年），李鸿章在庐州府学被选为优贡。时任京官的父亲望子成龙，写信催促鸿章进京，准备来年顺天府的乡试。鸿章于是来到北京，并作《入都》诗10首，以抒发胸怀。其中一首云：
|  | 丈夫只手把吴钩，意气高于百尺楼。 一万年来谁著史，三千里外欲封侯。 定须捷足随途骥，那有闲情逐野鸥。 笑指芦沟桥畔路，有人从此到瀛洲。 |

道光二十四年（1844年）甲辰恩科順天鄉試取中舉人，但次年會試落第，在曾國藩府中補習受教；道光二十七年（1847年），二十四岁的李鸿章考中进士，選入翰林院任庶吉士。同时，受业曾国藩门下，讲求经世致用之学。三年後翰林院散館，獲留館任編修。

### 建立淮军

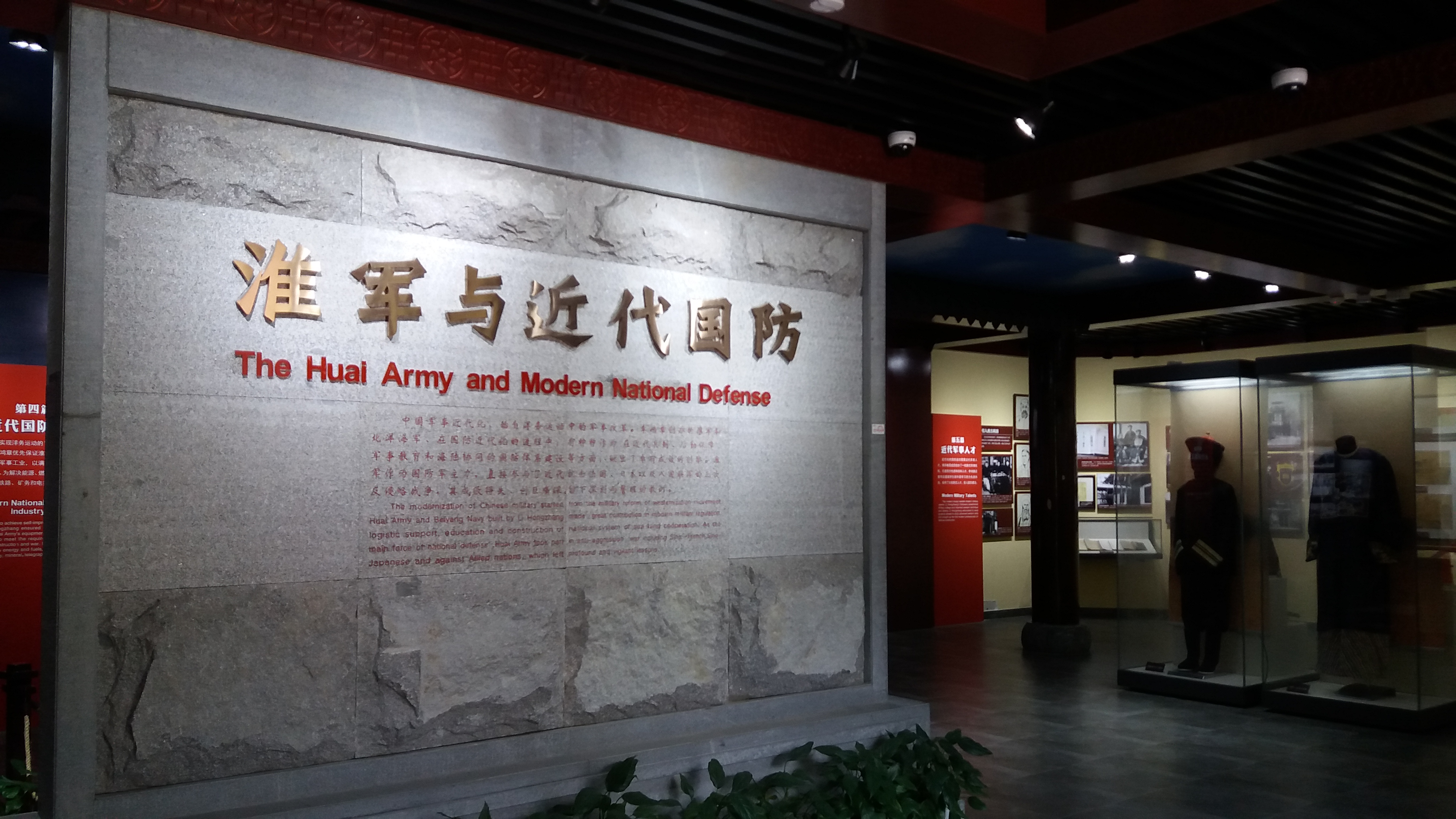
李鸿章故居内的淮军与近代国防展览

道光三十年十二月十日（1851年1月11日），廣東花縣塾師洪秀全自稱「耶和華之次子、耶穌之弟」，利用一些基督教教義與《四福音》文句，以传播拜上帝教为途径在广西桂平紫荆山麓金田村聚众起义，建号太平天国，军曰太平军，经过两年多的战斗，从广西一隅经湖南攻克武昌，直入长江流域，奠都江寧（今江蘇南京），建立了一个与清朝抗衡之政权，并开始北伐西征。
当时清朝武装八旗绿营腐朽不堪，于是咸丰帝一面用嚴刑重賞来阻止文武百官溃逃，驱使他们继续为國效力；另一面努力争取汉族士绅的支持，动员他们凭藉自己在本乡本地的政治、经济和宗族势力，“结寨团练”，“搜查土匪”，配合清军与太平军作战。
咸豐三年（1853年），从武汉顺江东下的太平军占领安庆，杀死巡抚蒋文庆。咸丰帝诏谕工部左侍郎吕贤基前往安徽，办理团练防剿事宜。吕贤基以李鸿章籍隶安徽，熟悉乡情，奏请随营帮办一切，遂受命回籍办团练。同年年底太平军攻破舒城，吕贤基自害殉國。次年一月，安徽巡抚江忠源因庐州城破自尽，李鸿章投入新任巡抚福济幕下，多次领兵与太平军作战，官封道台。
咸丰八年（1858年）冬，李鸿章入曾国藩幕府襄办营务，负责起草文书。鸿章生活頗無規律，晚睡懒起，曾国藩教训他：“少荃，既入我幕，我有言相告，此处所尚惟一『诚』字而已。”言訖拂袖而去，李鸿章“为之悚然”。其後安徽巡撫翁同書（同治帝、光緒帝之師翁同龢長兄）對太平天國戰爭時棄城逃跑，曾國藩起草《參翁同書片》時採用李鴻章之草稿：「臣職份所在，例應糾參，不敢以翁同龢之門第鼎盛，瞻顧遷就」（當時翁同龢之父翁心存正處高位），並因此更欣賞李鴻章的才華。但李鴻章也因此與翁同龢結怨，日後翁得勢後處處刁難北洋水師，乃至清廷在甲午戰爭一敗塗地。
咸丰十年（1860年），李鸿章统带淮扬水师。湘军占领安庆后，被曾国藩奏荐“才可大用”，命回合肥一带募勇。
同治元年（1862年），编成淮勇五营，曾国藩以上海係為“筹饷膏腴之地”，命淮勇乘英国轮船以中立国名义通过太平軍控制的江寧长江江面抵达上海，自成一军，是为淮军。旋经曾国藩推荐任江苏巡抚。在掌握地方实权后，在江苏大力扩军，采用西方新式枪炮，儼然乃新式陸軍，使淮军在兩年内由六千多人增至六万多人，成为清军中装备精良、战斗力较强的一支地方武装（后来的淮系军阀乃以此為基础）。李鸿章及淮军五虎將、援軍到上海后，同外国僱傭軍（后组建为常胜军）进攻太平军，与湘军一起包围太平天国。
李鸿章率领淮军和英国籍的外聘軍官查理·戈登率领的常胜军协同，1863年1月，太平军常熟守将骆国忠投降后，清军接连攻陷太仓、昆山，包围了苏州。12月，勸服太平軍郜永宽叛变，杀谭绍光投降，清兵攻克苏州。

#### 殺降
同治二年(1863年)，李鴻章在包圍蘇州太平軍後，戈登向李建議，採取誘降策略，欲兵不血刃攻克蘇州，經過一番秘密聯絡和談判，雙方約定：郜永寬獻上譚紹光首級以及整個蘇州城，李鴻章則保郜及部下性命，並給副將以上的人一定官職，由戈登居中擔保，遂成功策反蘇州城內的太平軍高級將領，最終使得三萬太平軍投降，根據約定李鴻章許諾只要太平軍投降，一律不予追究，結果投降兩天後，三萬太平軍就被李鴻章的淮軍屠殺了；同治二年十月二十六日（1863年12月5日），郜永寬、伍貴文、汪安均、周文佳、范啟發、張大洲、汪懷武、汪有為等八名太平軍降將到淮軍營中見李鴻章，程學啟率百餘人突入午宴，將八名降將殺死。程學啟提著八人首級入城，稱「八人反側，已伏誅矣！」戈登對殺降一事不滿，認為違背君子協定，不但痛罵程學啟不講道義，還提著火槍要找李鴻章算帳。但李鴻章卻稱：“此中國軍政，與外國無干，不能為汝認錯。”，且給曾國荃的信中，洋洋得意地說，這次“拴殺偽王六，偽天將五，皆忠逆部下悍黨，稍可自娛”，在給郭嵩燾的信中也說，這次“蘇州、無錫苦戰數月而得之，所以少愜意者，誘斬六偽王四天將，而解散忠黨二十萬之眾”。而曾國藩亦稱讚此次殺降行徑說：“此間近事，惟李少荃在蘇州殺降王八人最快人意”，“殊為眼明手辣”。朝廷也稱：“所辦並無不合”，“甚為允協”。
1864年5月，淮军在常州与陈坤书率领的太平军激战，11日攻克常州。后和湘军一起基本剿灭太平天国。接着李鸿章参与平定了捻军叛乱，因功加協辦大學士，且保住了即将崩溃的清王朝，因此被誉为“中兴名臣”。

### 坐鎮北洋
天津教案曾国藩處置失利，去職，被大量官民指責為「曾國賊」。李鴻章出任直隶总督，後又兼北洋通商大臣，授文華殿大學士，籌辦洋務，成为同治、光緒兩朝的重臣。因為直隸總督兼北洋大臣手握兵權，統領一方，有人甚至稱其“坐镇北洋，遥执朝政”。

### 洋务运动

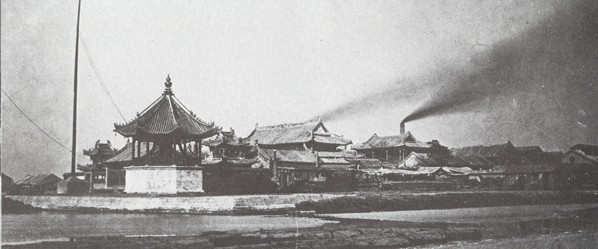
海光寺和天津机器制造局西局子全景

江南制造局的创建和曾国藩有密切关系。1863年盘踞安庆的两江总督曾国藩“拟设立铁厂”，特地派遣从美国留学归来、怀有用西方科技文明改造中国愿望的容闳赴美购买“制器之器”。时任江苏巡抚的李鸿章遵示拨款万两，“交令速往”，并复函曾国藩说：“西人制器之器，实为精巧。醇甫此行，当可购到。海疆自强，权舆于是。”
当时李鸿章与上海道道尹丁日昌彼此讲求御侮之策、制器之方。李鸿章认为，先前设立的炸弹三局，“机器仅值万余金，不全之器甚多”，急需“买制齐全”，若托洋商回国代购，路远价重，毫无把握；不如就近在上海“访有洋人出售铁厂机器，确实查验议价定买，可以立时兴造”。1865年，李鸿章让丁日昌访求数月，购得设在上海虹口的美商旗昌铁厂，合并原由丁日昌、韩殿甲主持的两个炮局，于9月奏准成立江南制造总局。容闳所购机器，‘亦于是时运到，归并一局。所有局务，责成丁日昌督察筹划，先造枪炮兼造制器之器。1867年该局迁至上海城南高昌庙，建造机器厂、洋枪楼、汽炉厂、木工厂、铸铜铁厂、熟铁厂、轮船厂等，开始制造兵轮。后来，该局于1868年至1870年间，陆续设立翻译馆、汽锤厂、枪厂，并在龙华镇建厂制造洋枪细药及铜帽炮引，使之逐渐成为一个以生产枪炮弹药为主、辅之以修造船舰的综合性新式军用企业。
1865年，李鸿章升署两江总督后，将马格里主持的苏州洋炮局迁到南京，在雨花台设厂，改称金陵机器局。此后，逐渐扩充规模，改良设备，到1860年代末，已能制造多种口径的大炮、炮车、炮弹、枪子和各种军用品。

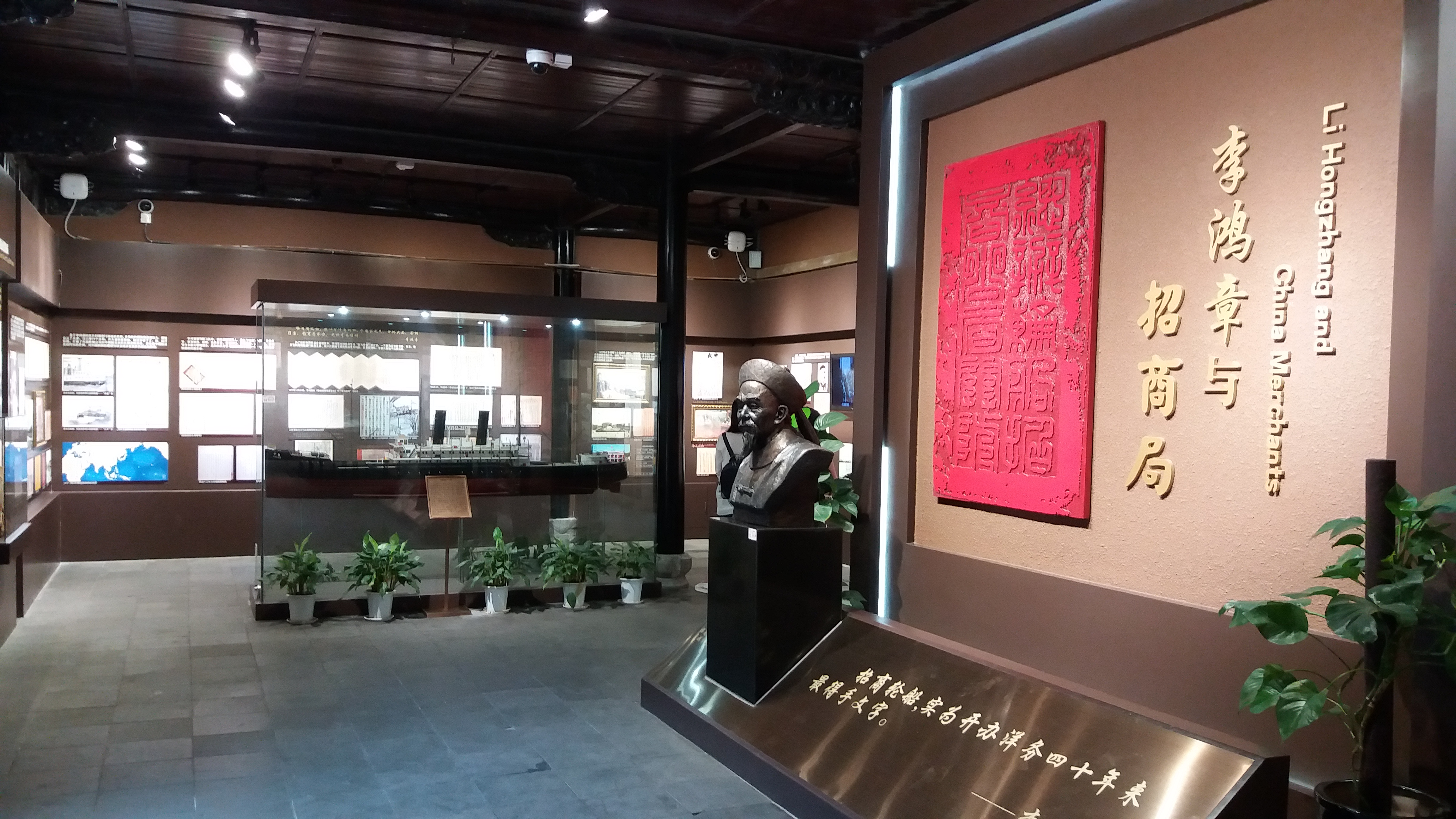
李鸿章故居内的李鸿章与招商局展览

1865年5月，慈禧太后在飞谕李鸿章派兵北援的同时，命其派员赴天津在崇厚主持下开局铸造炮弹，以资应用。慈禧此举，“隐寓防患固本之意”，企图建立由满洲贵族直接控制的军火工厂，打破汉族官僚对新式军工企业的垄断，借以扭转外重内轻的局面。李鸿章看穿了慈禧的真实用心，采取了敷衍态度。
6月，他在复奏后第三天，致函率兵北援的潘鼎新说：“天津设局制造，奏中姑宕一笔。俟弟到直，如再有旨催，容与雨生商办。”“崇厚等如太外行，或多批斥，即作罢论。”8月他函询潘鼎新：“天津设局制造一事，崇公如何商议？彼太外行，或不甚究心，便可从缓。”“奏中姑宕一笔”、“便可从缓”、“即作罢论”云云表明，只要再无廷旨，就想一推了之。其实，崇厚并非“外行”，所以李鸿章不得不筹商定议。
9月20日他上疏表示：“前奉议饬以天津拱卫京畿，宜就厂中机器仿造一分，以备运津，俾京营员弁就近学习，以固根本。现拟督饬匠目随时仿制，一面由外购求添补，但器物繁重，非穷年累月，不能成就，尚须宽以时日，庶免潦草塞责。”他既答应为天津仿制和购求机器，又要求“宽以时日”，为缓办预留地步。崇厚秉承奕訢等意旨，专函详询李鸿章“何时可以购齐”。李鸿章复信说须到“明年（按指同治五年）夏秋之间，得有眉目，可以筹运”。
1866年10月慈禧正式奏准在天津设局，专制外洋各种军火机器，由崇厚筹划办理。
清中叶以后，由于京杭运河淤塞，朝廷南北货物的调运部分由漕運改为海路。并且，李鸿章为了“自强”、“求富”，企图通过兴办民用企业，解决军事工业的原料、燃料供应、“调兵运饷”的交通运输困难和“练兵练器”的经费问题。
同治十一年（1872年），内阁学士宋晋上疏，借口制造船舰糜费多而成船少，请旨饬令闽、沪两局暂行停止制造。李鸿章复奏指出，宋晋的主张代表了顽固守旧势力的迂腐之见，“士大夫囿于章句之学而昧于数千年来一大变局，扭于目前苟安而遂忘前二三十年之何以创巨而痛深，后千百年之何以安内而制外，此停止轮船之议所由起也。”国家诸费皆可节省，惟养兵设防、练习枪炮、制造兵轮之费“万不可省”，否则“国无与立，终不得强矣。”他深知国家经费困难，要继续制造轮船，就“必须妥筹善后经久之方”。为此，提出两条具体办法：一是裁撤沿海沿江各省的旧式艇船而代之以兵轮，把修造艇船的费用拨归制造兵轮；二是闽、沪两局兼造商船，供华商领雇，华商为了同垄断中国航运业的洋商竞争，应自立公司，自建行栈，自筹保险。他还从“筹议制造轮船未可裁撤”出发，进而提出用西法开采煤铁以“与船器相为表裡”的主张。他指出：“船炮机器之用，非铁不成，非煤不济，英国所以雄强于西土者，惟藉此二端耳。”闽、沪各厂日需外国煤铁极多，一旦中外关系紧张，外国对华采取禁运措施，各铁厂就势必“废工坐困”，所有轮船也必将因无煤而寸步难行。中国煤铁矿藏丰富，外商垂涎三尺，处心积虑地攫取中国内地煤铁开采权。他认为中国“诚能设法劝导官督商办，但借用洋器洋法而不准洋人代办，此等日用必需之物，采炼得法，销路必畅，利源自开，榷其余利，且可养船练兵，于富国强兵计，殊有关系。”他还警告说：若不“因时为变通”，而“徒墨守旧章，拘牵浮议，则为之而必不成，成之而必不久，坐让洋人专利于中土，后患将何所底止耶！”经过李鸿章等的力争，慈禧不仅否定了宋晋的停造轮船的主张，而且批准洋务派兴办轮船招商局和用西法采煤炼铁。

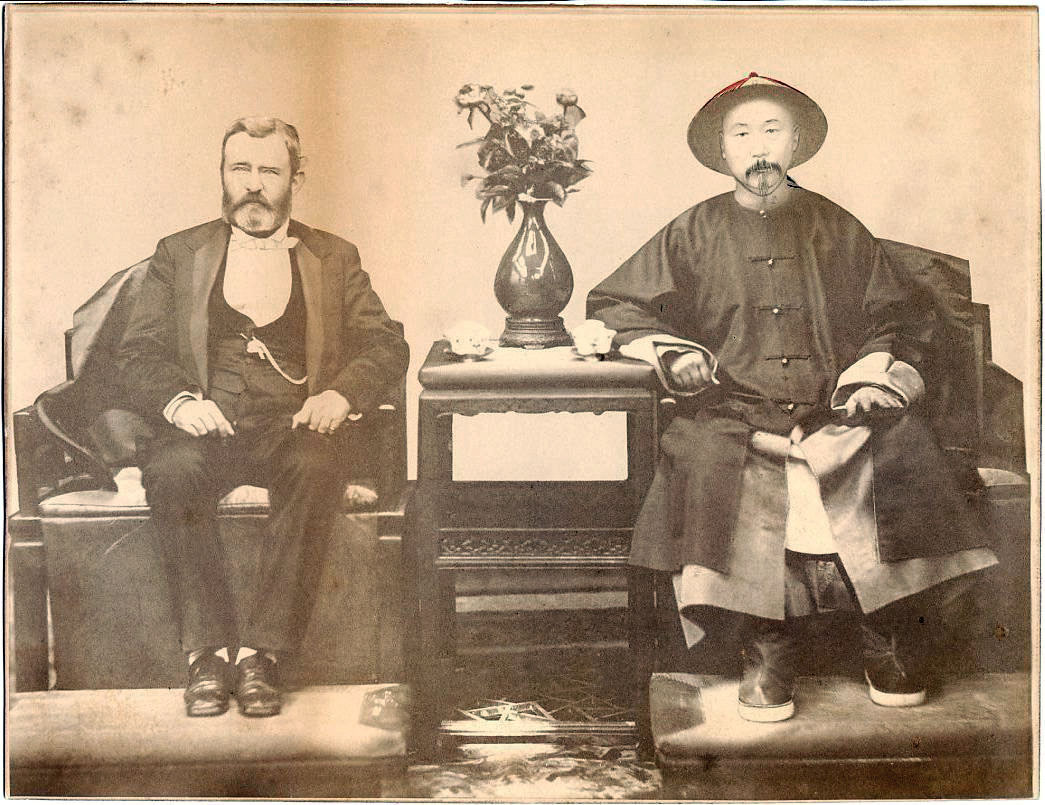
直隸總督兼北洋通商大臣李鴻章與前美國總統（1877年卸任）尤利西斯·S·格蘭特，梁时泰1879年摄於天津

同治十二年（1873年），轮船招商局正式成立。李鸿章给招商局的定位是：没有大事的时候，轮船可以运粮食和载客；有战事时输送军火。（“无事时可运官粮客货，有事时装载援兵军火，藉纾商民之困，而作自强之气”）他还希望在航运上可以和外国的船只抗衡。所以叫作招商局，是因为李鸿章采用招商集资的方式来解决经费问题。招商局是先由官商合办、后改官督商办的民用企业。

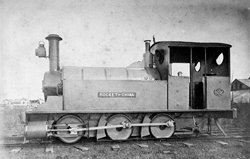
1881年的中国火箭号蒸汽机车

其余洋务企业，如電報局、唐胥鐵路、開平礦務局等洋務運動，李鴻章作為直隸總督兼北洋大臣，均有程度不等的參與。

### 七十壽辰
1892年（光緒十八年），為李鴻章七十壽辰，慈禧皇太后、光緒帝皆賜壽禮為其賀壽。
慈禧太后賞其福壽字二方、賜御書「調鼎凝釐」匾一方、壽聯一副（棟樑華夏資良弼，帶礪山河錫大年）、御筆蟠桃圖一幅、長壽佛一尊、玉如意一柄、御筆益壽字一幅。
光緒帝亦賞福壽字、賜御書「鈞衡篤祜」匾一方、壽聯一副（圭卣恩榮方召望，鼎鐘勳績富文年）、金佛、如意等。

### 甲午戰爭
在开战之前，由于北洋水师的发展停滞数年，已经没有多少“大舰巨炮”优势可言，晚清用1600万两白银购德国军舰，李鸿章的亲信驻德公使李凤苞按例收回扣5%，即80万两银。事后有人指责李凤苞将此款私扣，李凤苞回辩说，这80万两都是给李鸿章及其家人用作国外旅资，自己没有私吞。
战争中，李鴻章重用了陆军统帅叶志超和水师提督丁汝昌。在陆地上，平壤一战，當時駐守的清軍三十五營共一萬七千人，日軍有一萬六千多人，雙方人数相当。左宝贵料知叶志超贪生怕死，故以下犯上，派人監督叶志超控制局面，但左宝贵战死后叶志超临阵脱逃，致使入朝清军溃败，而叶志超逃跑当时清军的伤亡小于日军。在海洋上，丁汝昌“只识弓马”，不懂海军建设和海战，致使北洋舰队丧师黄海，一败涂地。
1894年中日对比是20CM以上火炮：31/15，20CM以下火炮230/140，速射机关炮244/294，鱼雷管39/43，航速11.48/12.84，铁甲舰2/0，装甲巡洋舰3/1，防护巡洋舰3/8。丰岛海战和黄海海战两遇日本联合舰队，北洋舰队被击沉多艘大型舰艇，但未能击沉一艘日舰。傳是丁汝昌“只识弓马”，一干管带也全用错了炮弹，不用海战时的开花爆破弹，用了穿甲弹甚至训练弹。丰岛海战中济远舰一枚150mm火炮击中海面被海水反弹后穿过吉野舷窗，击坏发电机，坠入机舱的防护钢板上，然后又转入机舱裡。可是由于弹头裡面未装炸药，所以击中而不爆炸，使吉野侥幸免于报废。黄海海战中，北洋海军发射的炮弹有的弹药中“实有泥沙”，有的引信中“仅实煤灰，故弹中敌船而不能裂”。当时在镇远舰上协助作战的美国人馬吉芬（Philo Norton McGiffin，1860-1897，美国安纳波利斯海军学院毕业）认为，吉野号能逃脱，是因为所中炮弹只是固体弹头的穿甲弹。据统计，在定远和镇远发射的197枚12英寸（305毫米）口径炮弹中，半数是固体弹头的穿甲弹，而不是爆破弹头的开花弹。
从武器装备的角度来看，北洋水师当时原有军械普遍陈旧，购置新军械又苦于经费不足。擔任天津軍械局總辦、負責軍需供應的張士珩是李鴻章的外甥，被指责供給海軍的彈药不合格。梁啟超为此評論說：“槍或苦窳，彈或贗物，槍不對彈，藥不隨械，謂從前管軍械之人皆廉明，誰能信之？”在黃海海戰前半個月李鴻章上書光緒帝要求「保艦」的祕摺上陳述中日軍事實力時，寫道：「查北洋海軍可用者，『僅定遠、鎮遠兩艘』……」，之后他致電驻英公使龔照瑗「急速搶購四千噸以上的大型巡洋艦」與「搶購智利鐵甲艦兩艘」，顯示出了焦慮。9月23日李上摺请求将1888年以建海军名义筹集来，实际一直由中央控制作修园基金的“海军巨款”260万两拨下，得到其中150万两。在黄海海战中战败后，他上奏前筹海军巨款分储各处情况：“汇丰银行存银一百零七万两千九百两；德华银行存银四十四万两；怡和洋行存银五十五万九千六百两；开平矿务局领存五十二万七千五百两；总计二百六十万两。”。丁汝昌战前提出在主要舰船上配置速射炮以抵消日舰速射炮的优势，需银六十万两购买20门速射炮，但是沒有資金，李鸿章只能从海军日常粮饷给养之中，挤出二十万两，聊购次等快炮十二尊，在甲午海战时还未安装到位。這時北洋艦隊每年得款僅130萬兩，虧空70萬兩僅能勉強運營。这其中的原因在于李鸿章的政敌、当时的户部尚书翁同龢以慈禧太后大寿为由，克扣了海军衙门的军费去修缮颐和园。学者蕭一山认为，“海军衙门所用于颐和园工程之款，大约为白银三千万两。系时人所周知者，必非捕风捉影之谈也。”然而慈禧内侄称，修園的費用只是十年間花五百萬兩。
战争末期李也曾命令丁试着突围逃跑而丁此时连拼力挣脱漏网的意志都已失去，回电拒绝。李鴻章曾對甲午之敗作出這樣的自我辩解：“十年以來，文娛武嬉，釀成此變。平日講求武備，輒以鋪張糜費為疑，至以購械、購船，縣為厲禁。一旦有事，明知兵力不敵而淆於群哄，輕於一擲，遂至一發不復收。戰絀而後言和，且值都城危急，事機萬緊，更非尋常交際可比。兵事甫解，謗書又騰，知我罪我，付之千載……”。虽然存在着种种争议，但从整个甲午战争的进程来看，李鸿章在甲午战争中确实将所有淮军主力部队派往前线，从主观希望上全力与日本一战，但双方实力悬殊，同时用人不当导致了战败。吴汝纶曾说：“平壤之败，李相国痛哭流涕，彻夜不寐……及旅顺失守，愤不欲生。”梁启超则说“李鸿章之失机者固多，即不失机而亦必无可以幸胜之理”。
戰敗後在各方指責之下，原本紅極一時，堪稱疆臣首領的李鴻章，亦從此不再有以前的风光。慈禧太后六十大壽之日，破格賞予李鴻章漢人唯一的「三眼花翎」（原只有滿族宗室貝子或以上貴族獨有，曾國藩亦只獲授雙眼花翎）。甲午兵敗后，李鴻章之三眼花翎被褫奪。不久，由於日本拒絕张蔭桓和邵友濂為談判代表，李氏不得不受命赴日本講和，在赴馬關前向朝廷要求，而再獲三眼花翎。

#### 孫中山求見李鴻章
1894年6月1日，前澳門海防同知魏恆致盛宙懷函，说明孫中山求見:89。6月中，棄醫，偕陸皓東至天津上書李鴻章:206。孫拿魏恆之信，啟程前往上海，並與上海電報局領班生陸皓東結伴同行:525。6月13日，盛宙懷鑒於魏恆情面而接見孫，並致函其堂兄盛宣懷:93。在得到盛宙懷推薦信後，孫在上海巧遇鄭觀應，結果鄭觀應也為孫謁見李鴻章之事寫推薦信:94。王韜有一朋友在李鴻章幕下當文案，王韜就寫信介紹孫到天津，孫就到天津去見文案；軍書旁午，文案把孫大文章送到李鴻章，不知是否見過，後來李鴻章說打仗完以後再見，孫知道沒有辦法，回到上海:27。

#### 马关遇刺

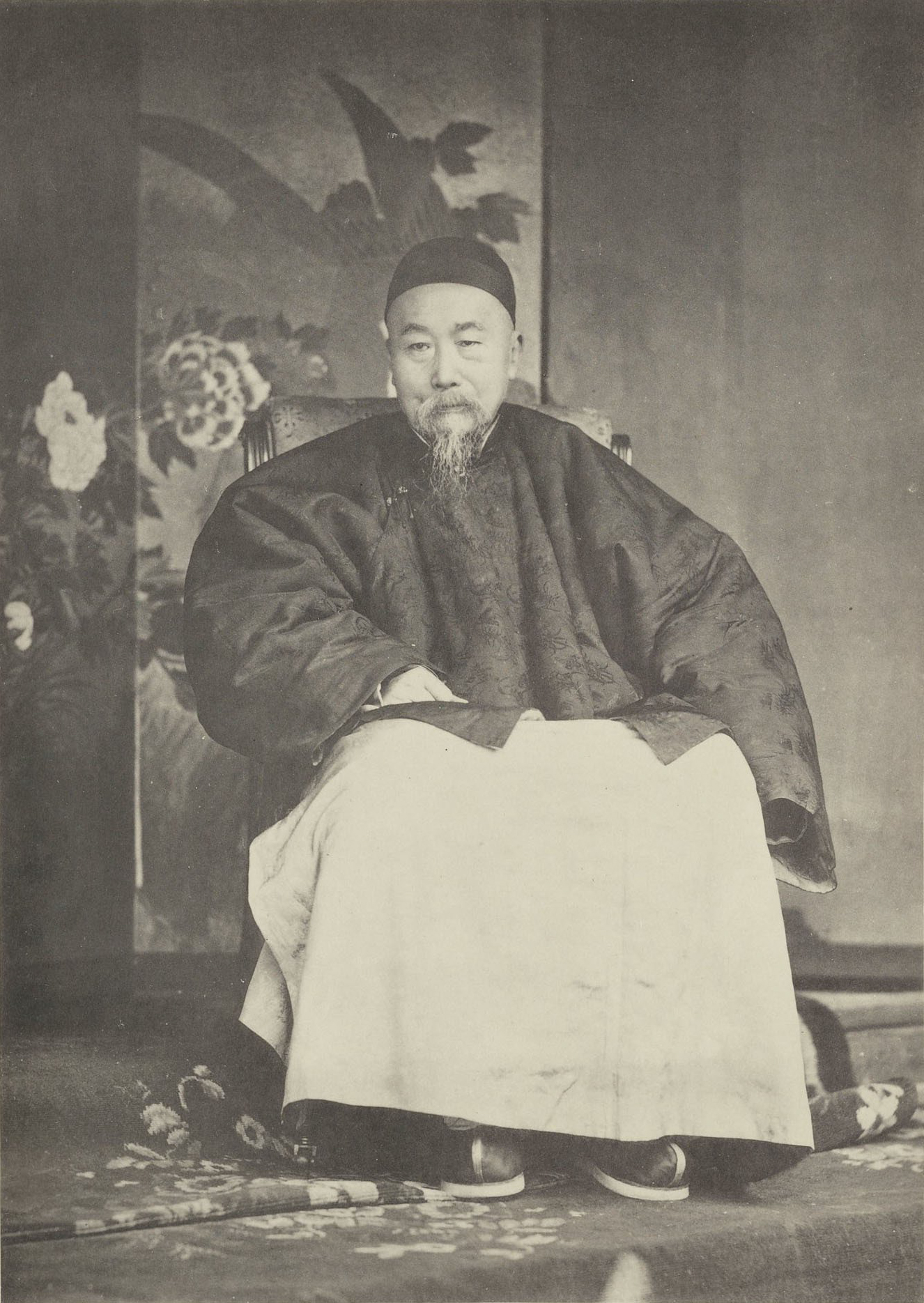
李鴻章，清光緒二十一年、日本明治二十八年（1895年）于日本簽署《馬關條約》期間

1895年3月24日（光緒二十一年二月二十八日），李鴻章在日本商讨马关条约签定问题时，被刺客小山丰太郎开枪击中左面，血染官服，当场昏倒。一时间，现场大乱，行人四处逃窜，行刺者趁乱躲入人群溜之大吉，躲入路旁的一个店铺裡。随行的医生马上替李鸿章急救，幸子弹未击中要害，李鴻章復原迅速。行刺事件发生后，日本警方很快抓到了小山丰太郎，据此人供认，他本人是日本“神刀馆”的成员。他不希望清日停战，更不愿意看到清日议和，一心希望战争繼續，所以决定借刺杀李鸿章，挑起中日之间的进一步矛盾，破壞和談。
馬關交涉期間遇刺負傷，最後訂定《馬關條約》，割讓臺灣、澎湖及遼東半島並賠償二萬萬兩白银，因此背上卖国賊罪名。据梁启超记载李遇刺后说“舍予命而有益于国，亦所不辞”而稍愈后日本送来和约纲要，李“除第一朝鲜自主外，餘皆驳议”。最后一稿和约，日本方面毫不让步，于是只好被迫签约，而在条约上签字的时候，李鸿章故意把自己的名字以花押體连在一起，变得难以辨认，使其看起来像一个“肃”字；但事后由于条约过于苛刻以及损害了俄德法的在华利益，于是李鴻章設法交結三国，联手干预，逼日本放棄辽东半岛。最終，中國以三千萬兩銀贖回辽东半岛。

### 甲午战后

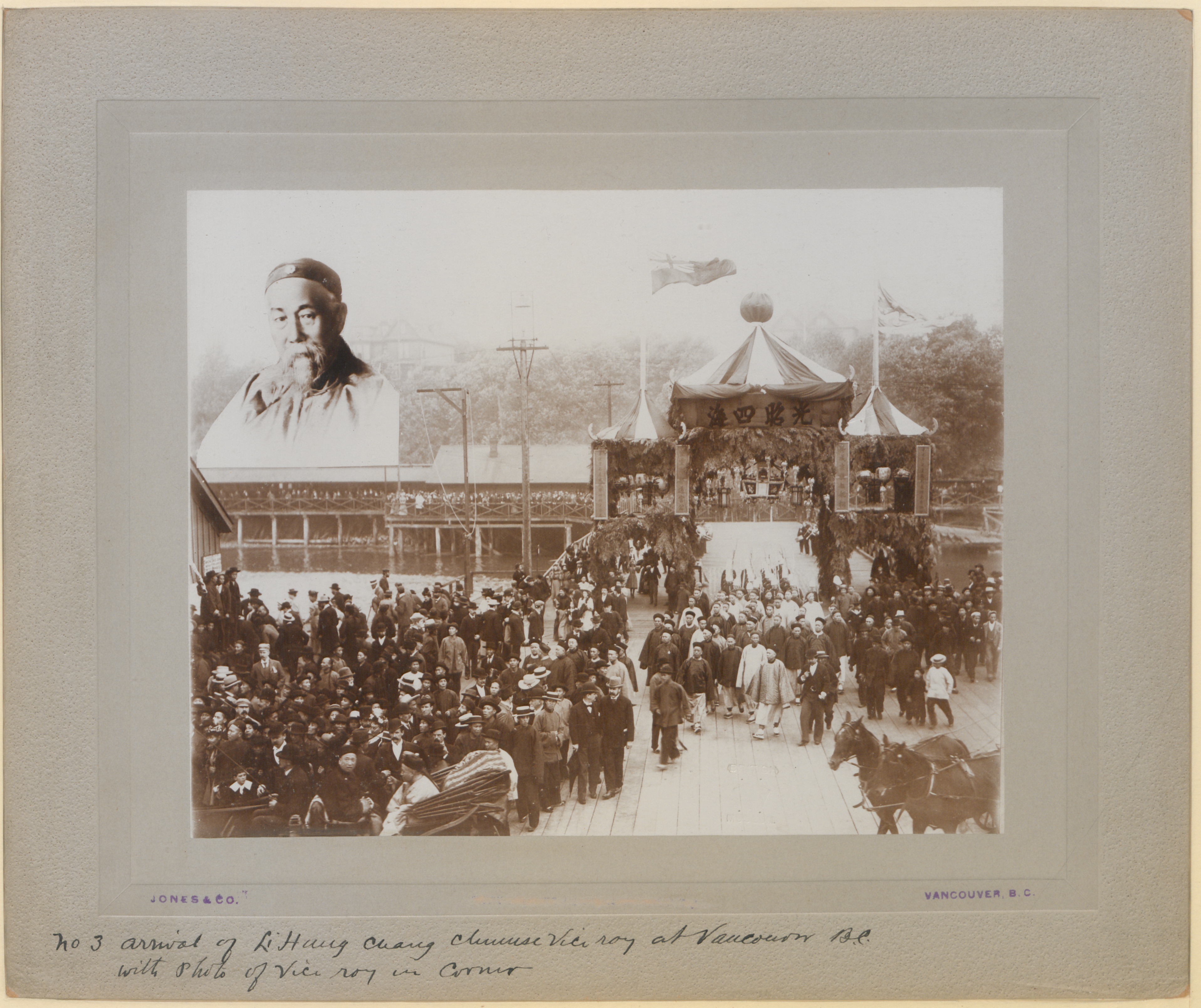
1896年，李鴻章出訪加拿大。

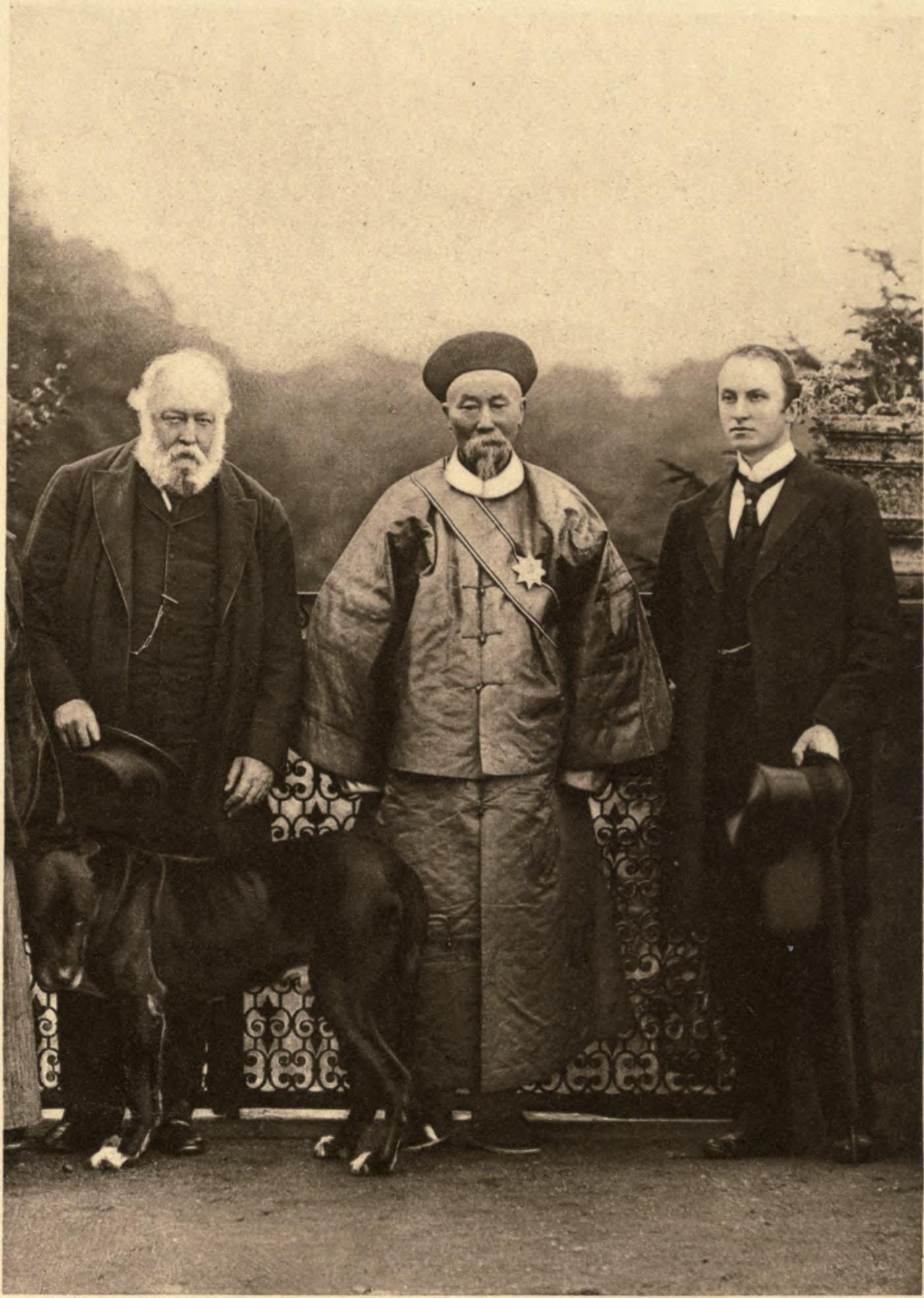
1896年，李鴻章與羅伯特·蓋斯科因-塞西爾（左）、喬治·寇松（右）。

传说李鴻章在签订《马关条约》后，立誓“终身不履日土”。後來，光緒二十二年（1896年），慈禧任命李鸿章为钦差头等出使大臣，环游诸国，出訪俄國、德國、荷兰、比利時、法國、英國、美國，所到之處皆受當地元首接待，他在美接受纽约时报采访时抨击了排华法案:296-297。返华途中，经横滨港换乘轮船，他命人在两船之间搭木板而行，终不违当日之誓。然因甲午戰敗簽約，在輿論指責下，李鴻章調離直督要缺，改督兩廣。
光緒二十二年三月十八日（1896年4月30日），李鸿章抵达圣彼得堡，受到俄国隆重接待。5月3日与谢尔盖·维特会面。4日与尼古拉二世会面。此行官方目的为参加帝俄沙皇尼古拉二世的加冕典礼。甲午戰敗，李鴻章力主拉攏俄國共同對付日本，6月3日，李鸿章与沙俄签署《中俄密約》，权衡之下於中國利權做出相當程度的犧牲。
时任沙俄财政大臣谢尔盖·维特为此报请沙皇批准成立三百万卢布所谓“特别基金”，以抵补和授给中东铁路授让权有关费用，该基金又被称为“李鸿章基金”。但之后由于维特的阻扰，李鸿章仅得到小部分款项，维特的回忆录否认在圣彼得堡谈判时行贿，但未说明之后是否行贿。直到1901年（中俄密约签订五年后）维特仍然在打电报给驻北京全权公使指示协定缔结后可再打五十万卢布给李鸿章。时任沙俄陆军大臣的库罗巴特金也在日记中说维特收买了李鸿章。马文忠则认为没有任何资料能够说明李、张为了实践对俄国人的“承诺”而劝说了哪些人，将旅大租借协议的签订完全归结于李、张的极力促成恐怕与事实有相当的距离。
1896年6月13日，李鸿章乘火车自俄国前往德国出访，居住于柏林的凯撒大旅馆。于14日与德皇威廉二世会面。15日李鸿章应德皇的邀请，参加德国国宴，随后参观了德国军队。
这时德国医生建议，李鸿章去医院使用问世仅7个月的伦琴射线（X光）拍照检查遇刺的伤口（此于1895年3月24日，李鸿章在日本马关参加中日谈判时，被日本的刺客小山丰太郎暗枪击中左脸所留）。李鸿章亲眼在一张胶片上看见了日本制造的铅弹以何种姿势镶嵌在他左眼下的骨头上，因此大感兴趣（手术因为风险高而没有进行），并为这项技术取名为“照骨術”。李鸿章也因此成为了第一位照X光的中国「名人」。6月27日，李鸿章到德国汉堡拜访了已退休的俾斯麦。
访问德国后，李鸿章又前往荷兰、比利时及法国巴黎，同年8月抵达伦敦，与维多利亚女会面。8月28日，抵达美国纽约。30日，李鸿章在纽约凭吊格兰特墓，并委托时任驻美公使杨儒在墓旁种一棵树。31日，与美国总统格罗弗·克利夫兰会面。随后，李鸿章一行离开纽约前往费城。最后，李鸿章横渡太平洋返回中国，经过日本时未登岸停留。
光绪二十三年（1897年）充武英殿总裁。二十四年（1898年），命往山东查勘黄河工程。疏称迁民筑堤，成工匪易，惟择要加修两岸堤埝，疏通海口尾闾，为救急治标之策。下其奏，核议施行。二十五年（1899年）十月，出督两广。

### 义和团运动与八國聯軍之役

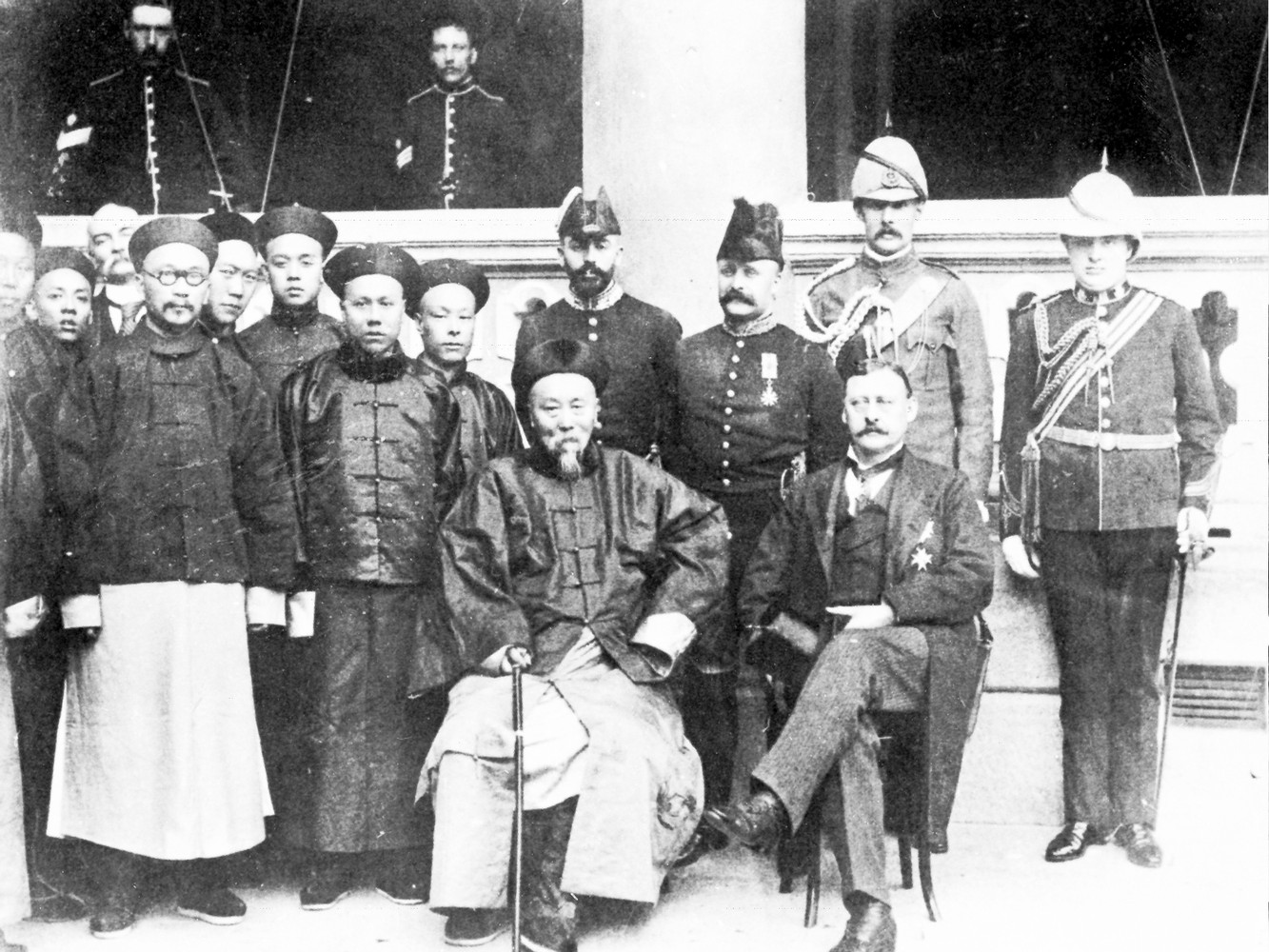
1898年李鴻章代表清廷簽條約，租借新界予英國。本圖攝於1900年1月15日港督府，赴廣州就任兩廣總督的李鴻章船經香港，與香港總督卜力交涉九龍寨城；同年7月被朝廷召回北京斡旋辛丑條約，船再經香港，卜力挽留李鴻章留任以確保東南互保。李鴻章1901年病逝，這成為他生前最後的外訪。圖左戴眼鏡是李鴻章幕僚兼粵語通譯唐紹儀。

李鴻章在《辛丑条约》上的签名花押

慈禧太后與光緒帝在戊戌政變之後完全失和，試圖廢黜光绪，以光绪帝名义颁诏，称其不能诞育子嗣，乃收繼端郡王载漪之子，15岁的溥俊为義子，稱大阿哥，史称己亥立儲，但遭到同情光緒的各國公使聯合反對，太后對西方列強憤恨加重，信任義和團。
義和團是個羅教系統的中國祕密宗教團體，混雜白蓮教教義，自認有神打護體，念咒誦經，可以刀槍不入，宗旨是扶清滅洋，四處挑釁、殺害洋人、傳教士、基督徒，爆發庚子拳亂，最後慈禧太后向世界各國宣戰。八國聯軍進圖北京之際，李鴻章與兩江劉坤一、湖廣張之洞等督撫協議東南互保，甚至與革命黨人接觸，預防光緒、慈禧兩宮萬一殉難之後，如果中國政局不穩定，策劃實施共和制，並將由李鴻章出任「中國總統」維持大局。在光緒皇帝、慈禧太后抵達西安的消息傳出後，共和之議遂未成局。在西安方面多次敦促之下，原意不願北上收拾殘局的李鴻章方不得已而受命。李鴻章到北京，全無談判籌碼，在各國嚴厲要求之下，經多番請示行在，終於在1901年基本按照各國所提條件簽訂《辛丑条約》。

### 離世

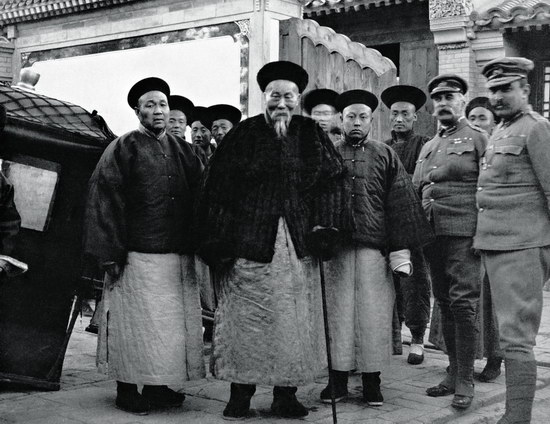
八國聯軍占領北京後，李鴻章被慈禧太后任為「欽差大臣便宜行事」，同各國談判。這是李鴻章剛抵達英國駐華使館的情景，迎接他的是英國遠征軍司令阿爾弗雷德·蓋斯利（右二）。1900年。

經歷八國聯軍、辛丑條約的協商，李鴻章心力交瘁，於光緒二十七年九月二十七日（1901年11月7日）午刻與世長辭，享壽七十八歲，安葬於安徽省合肥市大興集，追贈太傅，諡號文忠。据傳李鴻章重病彌留之際，沙俄公使尚自迫其在不利於清廷利益的條款之上簽字，景況堪憐。
李鸿章去世之前，据传曾写下绝命诗（另有一说为他人所作）：
|  | 勞勞車馬未離鞍，臨事方知一死難。 三百年來傷國步，八千里外吊民殘。 秋風寶劍孤臣淚，落日旌旗大將壇。 海外塵氛猶未息，請君莫作等閒看。 |

李去世后，曾有人因为继任直隶总督的袁世凯曾投身李的淮军，遂以为袁为李所写遗折里保荐的人，但这是误解，而且李在遗折里保荐的是庆亲王奕劻——

伏念臣受知最早，荣恩最深，每念时局艰危，不敢自称哀痛；惟冀稍延余息，重睹中兴，赍志以终，殁身难暝。现值京师初复，銮辂未归。和议新成，东事尚棘，根本至计，处处可虞。窃念多难兴邦，殷优启圣。伏读迭次谕旨，举行新政，力图自强。庆亲王等皆臣久经共事之人，此次复同更患难，定能一心勰力，冀赞讦谟，臣在九泉，庶无遗憾。

## 代表清政府所簽訂之條約
- 1871年9月13日，時任清朝直隸總督的李鴻章和兩江總督曾國藩，在天津和日本簽訂了《中日修好條規》；
- 1874年，與日本簽訂《中日台事條約》；
- 1874年，與秘魯簽訂了《中秘通商條約》；
- 1876年9月13日，與威妥瑪在煙臺簽訂了《中英煙臺條約》，是李鴻章簽訂的不平等條約；
- 1883年，與法國駐華公使寶海簽訂「李寶協議」；
- 1884年5月11日，在德國人德璀琳的斡旋之下，與法國海軍中校福祿諾在天津簽訂了《中法會議簡明條款》，又稱《中法簡明條約》或《李福協定》；
- 1885年4月18日，與日本在天津簽訂了《中日天津會議專條》；
- 1885年6月9日，與法國公使巴特納（Jules Patenotre）在天津簽訂了《中法會訂越南條約》；全名《中法會訂越南條約十款》，又稱《越南條款》、《李巴條約》或《中法新約》。 是法國強迫清政府訂立的關於結束中法戰爭的不平等條約。
- 1895年4月17日，簽訂中日《馬關條約》，结束甲午战争；
- 1895年11月8日，與日本代表林董在北京簽訂了中日《遼南條約》；
- 1898年3月6日，李鴻章、翁同龢與德國駐中國公使海靖在北京簽訂了不平等的《膠澳租借條約》；
- 1896年6月3日，與俄國代表羅拔諾夫﹑維特在莫斯科簽訂了《中俄密約》；
- 1898年6月9日，與英國公使竇納樂在北京簽訂了《中英展拓香港界址專條》；
- 1901年1月15日，八國聯軍，李鴻章和慶親王奕劻在「議和大綱」十二條上簽字，同年9月7日簽訂《辛丑條約》。

## 著作
- 梁啓超著有《李鴻章傳》，稱「李鴻章必為數千年中國歷史上一人物，無可疑也。李鴻章必為十九世紀世界歷史上一人物，無可疑也。」
- 吳汝綸編有《李文忠公全集》。
- 2007年顧廷龍、戴逸主編的《李鴻章全集》由安徽教育出版社出版。

## 荣誉
- 御赐双龙宝星
- 皇家維多利亞勳章荣誉大十字骑士
- 紅鷹勳章大十字

## 评价

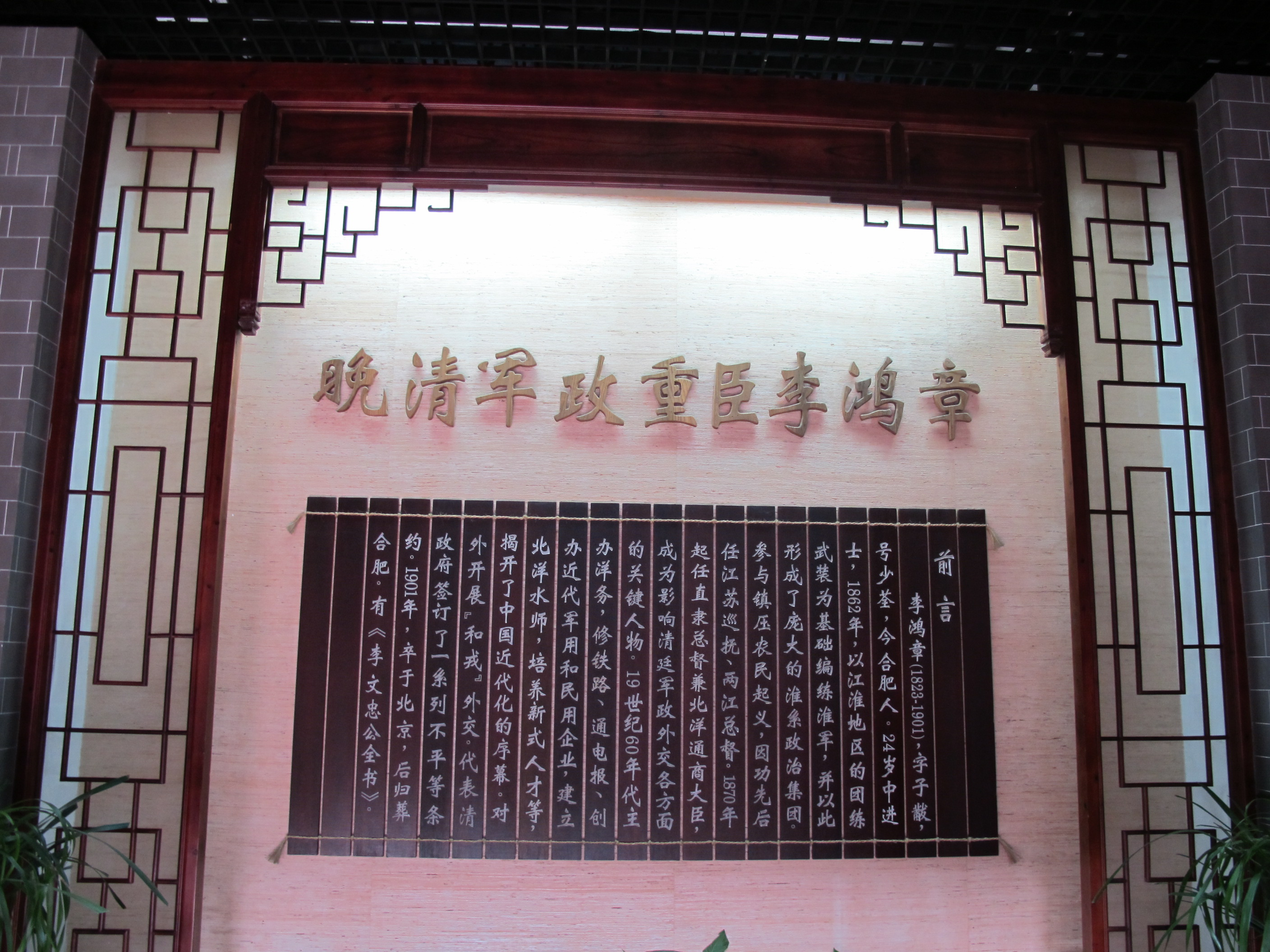
李鸿章故居裏的李生平简介

李鸿章一生共签下30多个条约，大多為不平等条约。近來隨着越來越多的史料出現，对這位清末重臣也逐漸評價多元化。

### 自我评价
- 李鴻章對自己作為嘗作出以下的總結：“我辦了一輩子的事，練兵也，海軍也，都是紙糊的老虎，何嘗能實在放手辦理，不過勉強塗飾，虛有其表，不揭破，猶可敷衍一時。如一間破屋，由裱糊匠東補西貼，居然成一間淨室，雖明知為紙片糊裱，然究竟決不定裏面是何等材料。即有小小風雨，打成幾個窟籠，隨時補葺，亦可支吾對付。乃必欲爽手扯破，又未預備何種修葺材料，何種改造方式，自然真相破露，不可收拾，但裱糊匠又何術能負其責？”[44]

### 正面评价
- 孫文上書李鴻章時，曾這樣說李鴻章：“我中堂佐治以來，無利不興，無弊不革，艱難險阻，尤所不辭。如籌海軍、鐵路之難，尚毅然而成立，況於農桑之大政，為民生命脈之所關，且無行之難，又有行之人，豈尚有不為者乎？”
- 近代史學家唐德刚（安徽合肥人，李鴻章同乡）认为其「內悅昏君，外御列強」，是自有近代外交以来，中国出了“两个半”外交家的其中一個（另外「一个」指周恩来，「半个」則為顾维钧）[45]。
- 美國總統格兰特稱李為當代世界四大偉人之首，與當時英國首相本杰明·迪斯雷利，法國總理甘必大，德國宰相俾斯麥齊名[2]。
- 法國《時代報》（Le Siècle）稱其為“黃種人的俾斯麥”。
- 梁启超则说：“自李鸿章之名出现于世界以来，五洲万国人士，几于见有李鸿章，不见有中国。一言蔽之，则以李鸿章为中国独一无二之代表人也”。又稱「李鴻章必為數千年中國歷史上一人物，無可疑也。李鴻章必為十九世紀世界歷史上一人物，無可疑也。」[46]
- 日本内阁总理大臣伊藤博文视其为“大清帝国中唯一有能耐可和世界列强一争长短之人”。[47][來源可靠？]
- 1896年，美国《纽约时报》认为美国民众对李访美反响热烈是因为“都想目睹清国总理大臣的风采，因为此人统治的國民比全欧洲君主们所辖子民的总和还多”。国宾礼遇“不仅表明了他个人的崇高尊严，同时也表明了大清帝国的伟大。”[31]:270
- 1896年，李鸿章访俄，俄羅斯帝國财政大臣塞吉·威特评论对李鸿章的印象时说：“我认为李是一个卓越的人物，当然他是中国人，没受过一点欧洲教育，但受过高深的中国教育，而最主要的是他有一副出色的健全的头脑，善于清晰地思考，觀察局勢變化。正因为如此，他在中国历史上，在治理中国方面起了重要的作用，这就不足为奇了。当时治理大清的实际上就是李鸿章。”[48][註 8]

### 负面评价
- 中東鐵路案，是否收受俄國三百萬盧布，只有俄國單方記載，俄國首相塞吉·威特回憶錄記載賄賂李鴻章三百萬盧布[49]，嫌疑很大但未成定論；旅大租地案則俄方記載「李鴻章甚為滿意」，貪汙鐵證應無可疑。
- 洋务要员容闳则估计李家所发的洋务财有4千万两銀。根据合肥李府管事的记载，李鸿章家族拥有的良田数目为257万亩。
- 曾國藩曾說「李少荃拼命做官，俞蔭甫（俞樾）拼命著書」。李鴻章熱衷官場，亦深得朝廷倚重，歷數十年而不衰，顯然得益於他的為官之道。
- 1895年因馬關條約簽訂，臺灣割讓給日本，臺灣籍的士紳打算擁清抗日，爆發了乙未戰爭，隨即敗於日本。臺灣客家大老丘逢甲在乙未戰爭後寫下一詩：“宰相有權能割地，孤臣無力可回天。扁舟去作鴟夷子，回首河山意黯然。”其中前兩句意在諷刺李鴻章。然而丘逢甲虽然在乙未戰爭爆发之前宣称自己要抗日到底，但是其却在戰爭开始不久后就内渡福建省泉州府，为美濃區举人林金城作对联讽刺之。
- 刘体智所著《异辞录》卷三《甲午都中联語》录了五则对联——

是役都中詩詞聯語甚多，茲錄五聯。一曰：「萬壽無疆，普天同慶；三軍覆沒，割地求和。」二曰：「台奉二百兆，一分薄禮；翁孫十八子，三代同堂。」謂常熟、濟寧、合肥也。三曰：「送臺灣，翁孫雙定計；使日本，父子兩全權。」四曰：「相國合肥天下瘦；司農常熟世間荒。」五曰：「衛達三呼冤赴菜市；劉坤一掙命出榆關。」又有詩曰：「軍書旁午正倉皇，又見尚書訪鶴忙。從此儒林傳雅話，風流猶勝半閒堂。」
- 张伯驹《红毹纪梦诗注》记载，《马关条约》签订后，招致民间物议沸腾。当年在北京唱苏昆曲的，有一个丑角劉趕三，一日在舞台上演戏时，公开嘲骂李鸿章，冒出一句另加的台词：“拔去三眼花翎！”恰遇李鸿章的侄子也在场看戏，听后大怒，立即上台打了刘赶三几个耳光，经人劝阻方罢。刘赶三遭此侮辱只能是敢怒而不敢言，抑郁在心，不久竟因而弃世。时人就此事而作联嘲讽曰：「赶三一死无苏丑，李二先生是汉奸。」由于“赶三一死”和“李二先生”有些对不上，经过辗转相传后，就变成了杨三。另有說法曰，劉趕三小名「羊三兒」，故訛傳為「杨三」。也有說法是「杨三」指的是，蘇州籍的名丑杨鸣玉。
- 李鴻章与左宗棠因湘、淮政爭及海防与塞防之争素來不睦。清廷為結束中法战争，由李鴻章代表签订条约放弃对越宗主权，左宗棠评价李鸿章是：“对清朝而言，十个法国将军，也比不上一个李鸿章坏事”；“李鸿章误尽苍生，将落个千古骂名”[50]。
- 梁啟超把李鴻章放在近代「國民國家」的政治理念下進行評判，指出「今日世界之競爭不在國家而在國民」，而李鴻章「不識國民之原理，不通世界之大勢，不知政體之本原」；「知有洋務而不知有國務」，「知有兵事而不知有民事，知有外交而不知有內治，只有朝廷而不知有國民」，認為李鴻章是時勢所造之英雄，非造時勢之英雄。

### 中性评价
- 梁启超在《李鸿章传》中评价“吾敬李鴻章之才，吾惜李鴻章之識，吾悲李鴻章之遇。”“吾欲以兩言論之，曰：不學無術、不敢破格，是其所短也；不避勞苦、不畏謗言，是其所長也。”“居位之高之久，却乃使庞然硕大之中國降为二等国。”“以兵事论，俾斯麦所胜者敌国也，李鸿章所夷者同胞也。”[24]

## 后代

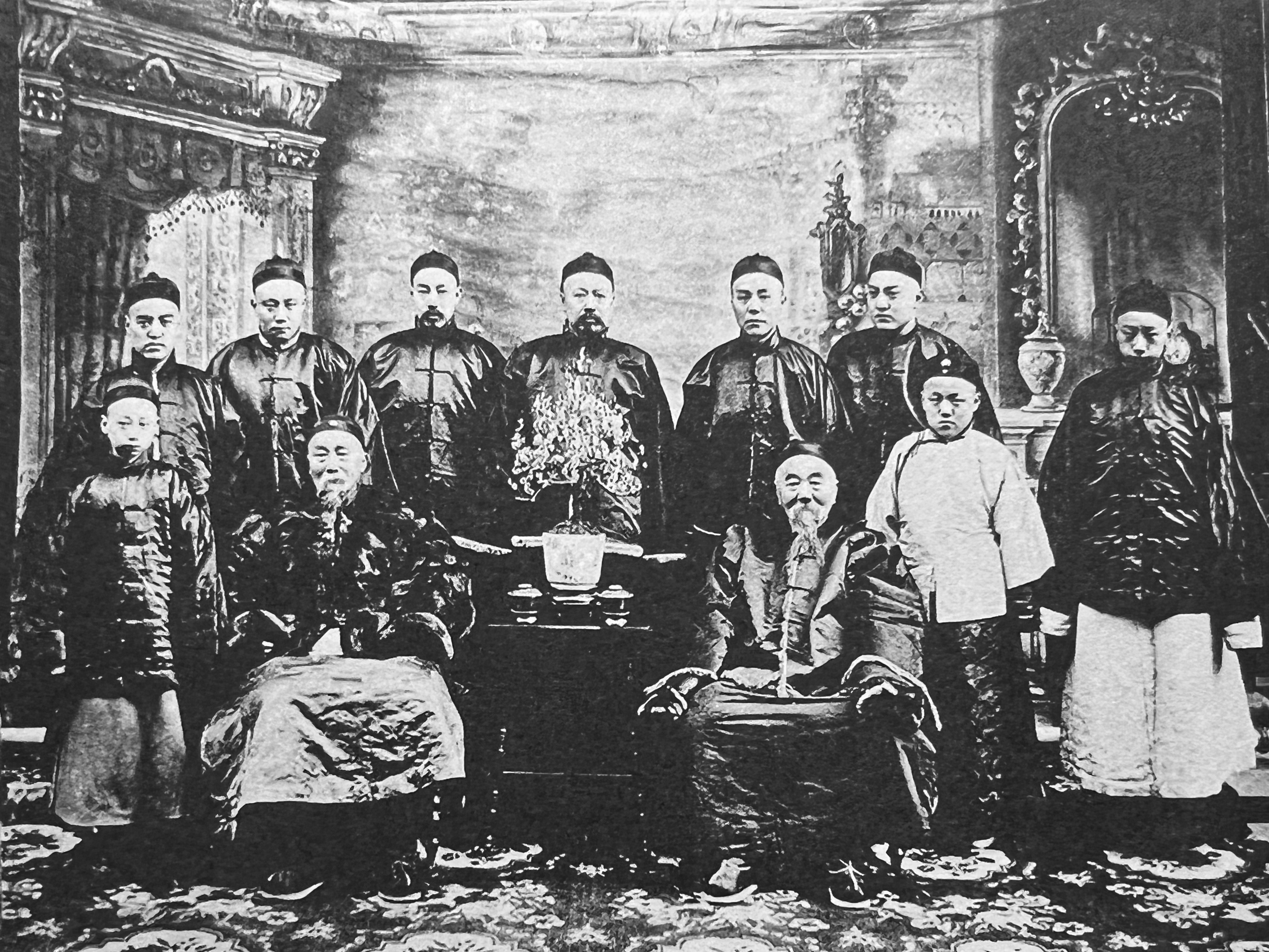
19世纪末李鸿章（前排坐左）与哥哥李翰章（坐右）的家族合影。

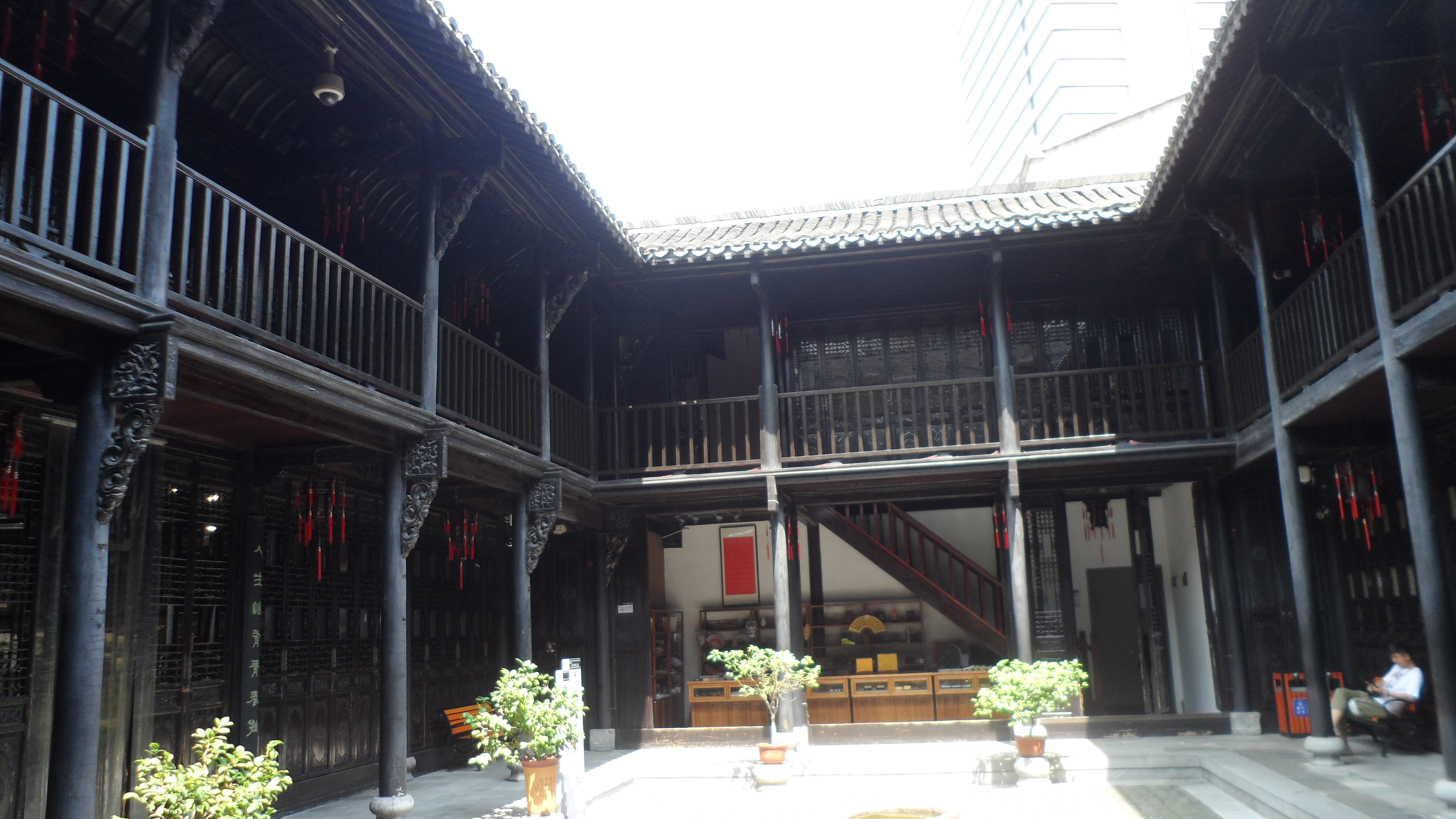
安徽合肥李鸿章故居

李鸿章死前，遗产都分给了后代，外孙张志沂（作家张爱玲父亲）得天津租界洋楼八幢，金银无数。
原配夫人周氏，同为合肥县人:803。周氏生子李经毓，早年夭折。周氏于1861年病故。李鸿章年已不惑卻無子，六弟李昭庆把自己的儿子李经方过继给李鸿章，为其长子。李经方后任驻日本公使、邮传部左侍郎等要职。
继室夫人趙继莲又称赵小莲，赵畇之女、赵继元之妹。日后，侄女赵喜官为李鶴章次子李經羲妻。趙继莲生下儿子李经述、女儿李经璹（小字菊藕）。李鴻章死後，李经述继承李鸿章一等侯爵的爵位，但因悲痛無比，不久就去世。李经述有儿子李国杰。
侧室莫氏，封一品夫人:803。莫氏生三子，李经远、李經邁、李经进。其中只有李經邁成年，后任清驻奥地利大臣、民政部右侍郎等要职。
李鸿章有三个女儿，长女李氏嫁给山东濰縣的同知郭恩垕:803。继室趙继莲所生次女李经璹嫁给張佩綸填房，生有一子一女，其中兒子張志沂即為近代著名作家張愛玲之父。莫氏所生的幼女李经溥（原名李经璞）嫁给江苏宜兴的主事任德和。

## 其他

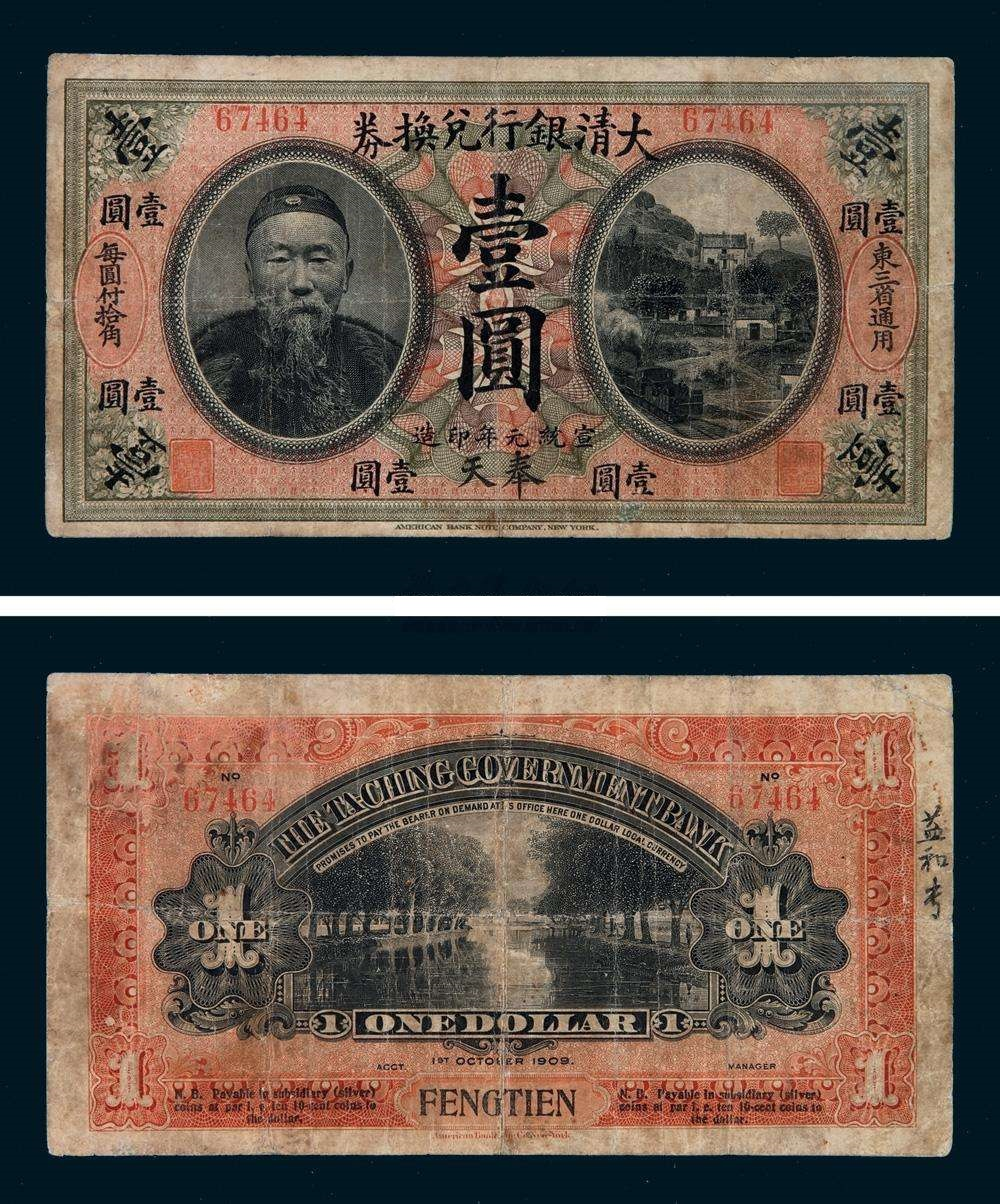
清宣统元年（1909年）李鸿章像大清银行兑换券壹圆（东三省通用）。

- 李鴻章題聯：享清福不在為官，只要囊有錢，倉有粟，腹有詩書，便是山中宰相；祈大年無須服藥，但願身無病，心無憂，門無債主，即稱地上神仙。
- 李鴻章被稱作“東方俾斯麥”。在日本首相伊藤博文的眼中，被視為大清帝國中唯一有能耐可和世界列強一爭長短之人（《伊藤博文自傳》）。但同时，李鸿章和伊藤博文签订的马关条约为当时空前苛刻之条约，签订后连其他列强都无法忍受，逼迫日本做出重大修改，让出辽东半岛。
- 李鸿章即使身处逆境，也仍然注意“养生之术”，保持在军营中养成的生活习惯（他早年近午才起床，一度被曾國藩責備）。每天六点多起床，少许吃些早点后，就开始批阅公文，办理公务，公余则随意看书和练字。他常常翻阅《资治通鉴》和《庄子》，前者意在从历代治乱兴亡中取得借鉴，后者企图从道家经典中追求“天地与我并生，万物与我为一”的主观精神境界，以期安时处顺，逍遥自得，从失势的苦闷中解脱出来。他曾从曾国藩学习书法，推崇东晋书法家王羲之妍美流便的书法，此间每天临摹唐僧怀仁《集王书圣教序》碑帖，临过之后，细看默思，力求神似。午间饭量颇大，无非山珍海味之类。饭后还要喝一碗稠粥，饮一杯清雞湯，过一会儿再饮一盅以人参、黄芩等药物配制的铁水，然后就脱去长衫，短衣负手，在廊下散步，除非遇到严寒冰雪，从不穿长衣。散步时从走廊的这一端走到那一端，往返数十次，并令一个仆人在一旁记数，当仆人大声禀报“够矣！”时，就掀帘而入，坐在皮椅上，再饮一盅铁酒，闭目养神，一个仆人给他按摩两腿，很久才慢慢睁开眼睛，对守候在一边的幕僚和仆人说：“请诸君自便，予将就息矣，然且勿去。”随即上床午睡一兩個小时。当仆人通报“中堂已起”之后，幕僚连忙入室，同他说古道今。晚餐食量较少，饭后让幕僚自便，“稍稍看书作信，随即就寝”。这种生活规律，“凡历数十百日，皆无一更变”。[38]
- 李鸿章與左宗棠素來不和，左宗棠未曾考取進士、選為翰林，死後諡號不能有「文」字。曾國藩諡為「文正」，左宗棠曾經消遣道：「曾公諡為『文正』。我將來豈不是要被諡『武邪』麼？」不但表現其不滿，也對自己無法得到“文”字諡號而自嘲。李鴻章聽到此語，曾譏諷道：「劉仲璟說燕王百年後，逃不過一個『篡』字。我說左公百年後，逃過了一個『文』字。」左宗棠聽聞風聲，卻又無可奈何，竟然在1875年西征時，上表朝廷，表明自己欲回京師參加會試。當時兩宮聽政的東西太后知道左宗棠的真正想法，於是破格不須考試，直接賜左宗棠為進士，授翰林院檢討，暫督軍務，免回燕京。所以左宗棠歿後才能谥為“文襄”。左宗棠當上大學士後，李鴻章私下都稱他是「破天荒相公」，此「相公」意為「大學士」，在消遣左宗棠只考取個舉人，居然做了大學士，實在「破天荒」。
- 李鸿章因嗜食鲈鱼，时人送绰号“李鲈”。
- 李鴻章喜歡罵人，親近的人或要重用的人，罵得更兇，所以他身邊的人都看自己被罵得有多厲害，猜測李鴻章對自己是否重視。李鴻章任兩廣總督時，有個想擔任中軍指揮官的軍官，惹怒了廣東布政使，有人勸，你想當中軍指揮官一職，但關係跟布政使不融洽，不利於爭取。他馬上回答：「這不用憂慮，前天李中堂已經罵我『滾』了。」軍人都直性子，居然連這事情都直接說。有人就改了成語「一字之褒，榮於華袞。」，諷刺李鴻章說「一字之滾，榮於華袞。」[55]
- 李鸿章最初对后起的袁世凯有提携之恩，但甲午一战后，机变的袁投靠李的政敌李鸿藻；不光如此，据刘体智所著《异辞录》卷三《袁世凯恨李鸿章》——

中日戰罷，高陽李文正用項城為將，以新法練兵於小站。文忠自馬關歸，偶與語及，曰：「余敗軍之將。候袁大少爺成軍後，可以一戰。」項城聞言，憾之終身。
- 李鴻章曾在馬克西姆·高爾基的小說《克里木·薩姆金的一生（俄语：Жизнь Клима Самгина）》中出現，其中有一段描寫李鴻章在參加1896年在下諾夫哥羅德舉辦的俄羅斯工業藝術展上，從阿爾泰展廳的展品中拿走一塊綠寶石的橋段[56]。
- 李鴻章1896年遊歷美國，喜歡到當地的中餐館進膳。當地一些美國人打聽李鴻章選的餐點，中餐館店主難以回答，便說是「雜碎」，於是「李鴻章雜碎」名聲大嘈，風行北美乃至於拉丁美洲，至今仍是美國及拉美華人餐館一道經典的菜色。
- 李鴻章出访欧美时，逢人就问薪資與年纪，随员提醒他，雖然這是中國人的日常問候，但洋人最忌諱如此，李仍毫不为意。
- 大跃进时期李鸿章的坟被刨，李鸿章穿着黄马褂的遗体本是保存完好，结果被群众挂在拖拉机后面游街，直到尸骨散尽。[57]
- 漫畫與動畫「中華一番!」中，北洋水師兼光明料理界領導人李提督（李鴻悅）即以李鴻章為原型。

## 影视形象
| 演員                  | 作品                    | 年份 | 类型        |
| 張瑛                  | 大將軍                  | 1982 | 電視劇/動畫 |
| 黃允財                | 太平天國                | 1988 | 電視劇/動畫 |
| 鮑漢琳                | 賽金花                  | 1988 | 電視劇/動畫 |
| 俞立文                | 戲說慈禧                | 1993 | 電視劇/動畫 |
| 王舉                  | 太平天國                | 2000 | 電視劇/動畫 |
| 王冰                  | 走向共和                | 2003 | 電視劇/動畫 |
| 許還山                | 槍炮侯                  | 2011 | 電視劇/動畫 |
| 李家鼎                | 末代御醫                | 2016 | 電視劇/動畫 |
| 小杉十郎太(動畫配音)  | 中華一番(動畫)          | 1997 | 電視劇/動畫 |
| 松田健一郎(動畫配音 ) | 真·中華一番！(2019動畫) | 2019 | 電視劇/動畫 |

## 后世纪念
- 李鸿章故居
- 李鸿章享堂
- 李鸿章祠 (苏州)
- 李鸿章祠堂 (南京)
- 李鸿章祠堂 (上海)
- 天津李公祠（已毁）

### 引用
1. ↑  . 加拿大维多利亚大学图书馆.   [2014-03-04]. （原始内容存档于2014-01-08） （英语）.
2. 1 2  John Russell Young.  II. New York. 1901: 303 （英语）. I have met on this journey four great men, Bismarck, Beaconsfield, Gambetta, and Li Hung Chang. I am not sure, all things considered, but Li is the greatest of the four.
3. ↑  中研院歷史語言研究所歷史文物陳列館. . museum.sinica.edu.tw.   [2025-04-14]. （原始内容存档于2025-04-14） （中文（臺灣））.
4. ↑  中央研究院歷史語言研究所. . 中央研究院歷史文物陳列館. 中央研究院歷史語言研究所.   [2021-04-13]. （原始内容存档于2021-10-03）.
5. ↑  . 中安在线. 2017-08-14  [2019-07-28]. （原始内容存档于2021-10-03）.
6. ↑  李国杰 (编). . . : 2  [2023-08-01]. （原始内容存档于2023-08-01）.
7. ↑  黎東方：《細說清朝》
8. ↑  《蜷廬隨筆》中記載了翁同龢的一句名言：“正好藉此機會讓他（李鴻章）到戰場上試試，看他到底怎麼樣，將來就會有整頓他的餘地了。”
9. ↑  李鸿章：《置办外国铁厂机器摺》，《李文忠公全书》，奏稿，卷9，第31—35页。
10. ↑  李鸿章：《等议天津机器局片》，《李文忠公全书》，奏稿，卷17，第16—18页。
11. ↑  李鸿章：《等议天津机器局片》，《李文忠公全书》，奏稿，卷17，第16—18页。
12. ↑  李鸿章：《筹议天津机器局片》，《洋务运动》（四），第244，245页。
13. 1 2  李鸿章：《筹议制造轮船未可裁撤摺》，《李文忠公全书》，奏稿，卷19，第44—50页。
14. ↑  李鸿章：《轮船招商请奖摺》，《李文忠公全书》，奏稿，卷25，第4页。
15. ↑  牟安世《洋务运动》
16. ↑  《战争史研究》, Vol.2, p. 56.
17. ↑  《联合舰队丰岛海战档案》
18. ↑  J.L. Rawlinson. . Harvard University Press. 1967: 184.
19. ↑  姜鸣, <北洋海军经费初探》,《浙江学刊》, 1988 年第5期
20. ↑  肖一山《清代通史》
21. ↑  . 网易历史. 2009-09-19  [2012-06-14]. （原始内容存档于2021-03-25）.
22. ↑  李鸿章：《寄刘公岛丁提督》，《李鸿章全集》（三），电稿三，第309页
23. ↑  郭立志：《桐城吴先生年谱》卷二，第9页。
24. 1 2  《李鸿章传》，梁启超著，百花文艺出版社，2001年。
25. 1 2 3  沈渭濱. . . 北京: 中華書局. 1980.
26. ↑  孫中山. 葉匡政 , 编.  第1版. 北京: 人民日報出版社. 2011.
27. ↑  黄宇和. . 中華書局（香港）. 2011. ISBN 978-988-8104-67-3.
28. ↑  陳少白. . . 上海: 上海人民出版社. 1981.
29. ↑  . Bluffton Chronicle. 1895-03-27  [2021-02-27]. （原始内容存档于2021-03-25）.
30. ↑  祝勇  《1894，悲情李鸿章》  江苏文艺出版社  第五页第二段
31. 1 2 3  郑曦原编. . 北京: 当代中国出版社. 2007.
32. ↑  《俄国人在满洲》（鲍里斯·罗曼诺夫）
33. ↑  《俄国末代沙皇尼古拉二世--维特伯爵回忆录》（新华出版社，1983）
34. ↑  安德鲁马洛泽莫夫著. . 北京: 商务印书馆. 1977.
35. ↑  [苏俄]国家中央档案馆编：《日俄战争》库罗巴特金、日涅维奇日记摘编（商务印书馆1976）
36. ↑  马忠文. . 学术界: 67–85. CNKI SSJI200302006.
37. ↑  徐家宁. . 腾讯网. 2018-06-05  [2019-01-14]. （原始内容存档于2019-01-15）.
38. 1 2  苑书义. . 人民出版社. 2004. ISBN 7-01-004138-5.
39. ↑  香港歷史博物館撰文.  (PDF). 明報月刊. 2015年12月: 39-42頁  [2021-01-25]. （原始内容存档 (PDF)于2021-01-25）.
40. ↑   (PDF). 香港孫中山紀念館官方網站.   [2021-01-22]. （原始内容存档 (PDF)于2019-10-15）.
41. ↑  參見自立軍起義
42. ↑  腾讯新闻短史记. . 腾讯新闻. 2020-10-20  [2022-11-09]. （原始内容存档于2022-11-23）.
43. ↑  .搜狐网，2019年4月7日。
44. ↑  吳永，《庚子西狩叢談》，卷四
45. ↑  唐德刚.  壹. 远流出版事业股份有限公司. 1998: 50. ISBN 9573235110.
46. ↑  梁啟超：《李鸿章传》，天津百花文艺出版社，2000年
47. ↑  潇历史百晓生. . 新浪网.   [2020-12-11]. （原始内容存档于2021-03-25）.
48. ↑  （俄）谢·尤·维特著. . 由张开翻译. 北京: 新华出版社. 1983: 40. CSBN 3203·021.
49. ↑  高拜石 正中書局版 <新編古春風樓瑣記>(十八) P291
50. ↑  罗文兴. . 凤凰网.   [2012-04-25]. （原始内容存档于2020-06-05）.
51. 1 2 3  吳汝綸. . . 臺北市: 臺灣銀行經濟研究室. 1961  [2023-06-09] （繁体中文）.
52. ↑  记者：苏勇. 唐云云 , 编. . 中国新闻网，来源：扬子晚报. 2014-09-25  [2023-06-09] （简体中文）.
53. 1 2  姜鸣. . 中国作家网，来源：澎湃新闻. 2020-12-31  [2023-06-09]. （原始内容存档于2021-04-18） （简体中文）. 甲午战争时的家族内斗 1888年张佩纶结束流放，前往天津。李鸿章安排他到书院讲学，又决定把女儿嫁给他。张佩纶被李鸿章选为女婿[……]张佩纶1888年的11月16日娶鞠耦。他在日记裡说：“就婚合肥师节署。内人廿三岁，师之爱女也。”[……]李鸿章夫人赵小莲和女儿李经璹（菊耦，1866年出生）[……]
54. ↑  大清德宗同天崇运大中至正经文纬武仁孝睿智端俭宽勤景皇帝实录卷之五百五：（光绪二十八年壬寅）以哀毁身故。予承袭一等侯，拨补四品京堂李经述列入国史馆孝友传。从直隶总督袁世凯请也
55. ↑  《清稗類鈔》李文忠公性好謾罵，所昵或將登用者則罵尤甚，故左右輒以被罵之輕重多少，卜憲眷之衰隆云。督粵時，有思得中軍者，顧與藩司觸忤，或言君欲得中軍，而與藩司不洽，似不可。此人遽曰：「是無慮，前日中堂已罵我滾矣！」蓋武人心無回曲，竟直言之也。或改成語以譏之云：「一字之滾，榮於華袞。」
56. ↑  ШуганОльга Владимировна. : 31–36. 2017 （俄语）.
57. ↑  姜鳴. . 北京: 三聯書店. 2006年1月: 44. ISBN 7-108-02299-0 （中文）.

## 研究書目
- （美）刘广京, 朱昌崚. . 由陈绛翻译. 上海: 上海古籍出版社. 1995. ISBN 978-7-5325-2002-2.

## 延伸阅读
[在维基数据编辑]
 在维基文库阅读此作者作品（ 在维基共享资源阅览影像）
 《清史稿/卷411》，出自趙爾巽《清史稿》
 《李鴻章傳》